# Iyanla Vanzant
 (mai 2025).
Rhonda Eva Harris, dite Iyanla Vanzant, née le 13 septembre 1953, à Brooklyn, arrondissement de la ville de New York, est une avocate américaine, conférencière, auteur de nombreux essais et manuels de guidance spirituelle, figure de proue de la Nouvelle Pensée.
Après une enfance marquée par les maltraitances et les abus sexuels, l'un de ses thèmes principaux est de redonner confiance aux femmes, plus spécialement les Afro-Américaines victimes elles aussi de violences et diverses maltraitances.
En 1992, Tom Bradley, alors élu maire de la ville de Los Angeles dit à son sujet « Iyanla Vanzant est une source d'inspiration pour toutes les femmes, notamment les jeunes Afro-Américaines, pour qu'elles puissent grandir, s'épanouir dans leurs villes malgré les difficultés rencontrées. ».
Iyanla Vanzant est l'auteure de onze best-sellers, cinq d'entre eux figurent sur la New York Times Best Seller list.
Elle est la fondatrice du Inner Visions Spiritual Life and Maintenance Center à Silver Spring dans l'État du Maryland.
Iyanla Vanzant et Oprah Winfrey, son amie, mènent chacune à leur manière des actions favorisant l'émancipation des femmes.
Iyanla Vanzant est également connue pour son talk-show et ses apparitions dans The Oprah Winfrey Show.
De 2012 à 2021, elle est l'animatrice de l'émission, le Iyanla: Fix My Life (en) diffusée par l'Oprah Winfrey Network.

## Biographie

### Jeunesse et formation
Iyanla Vanzant. naît le 13 septembre 1953, dans un taxi à Brooklyn à New York, sous le nom de Rhonda Eva Harris. Elle est la fille et l'enfant unique de Horace Harris, un adepte des jeux clandestins et de Sarah Jefferson, une barman de train,,.

#### Tragédie et délaissement
Sa mère Sarah Jefferson meurt en 1957, alors qu’elle n'a que deux ans. Rhonda Eva Harris est confiée à différents parents qui ne se sont guère souciés de lui accorder les soins et attentions habituellement prodigués aux enfants de son âge,,.

#### Maltraitance
Malgré tout, Rhonda Eva Harris se montre bonne, voire excellent élève durant ses études primaires. Mais alors qu'elle est âgée de 9 ans, son oncle la viole.

#### Violences conjugales et tentative de suicide
Rhonda Eva Harris est enceinte à l'âge de 15 ans, elle se marie à l'âge de 18 ans et est mère de trois enfants  à l'âge de 23 ans. Son époux est un homme violent, qui la bat régulièrement, œil au beurre noir, fractures des côtes, mâchoire fracturée, et une destruction de sa personnalité. Cette ambiance de sévices permanents la conduit à une tentative de suicide, à la suite de quoi, elle passe un séjour en hôpital psychiatrique. Après sa récupération mentale, elle part avec ses enfants. Pendant huit ans, Rhonda Eva Harris vit chichement de façon plus ou moins précaire,,.

#### Premières représentations de la religion
Rhonda Eva Harris découvre que Dieu est un Dieu d'amour qui s'intéresse à elle en tant que personne, cela malgré le fait qu'elle ait grandi parmi des règles et des représentations instillant la crainte et la peur de Dieu.

#### Reprise en main
Décidant de se reprendre en main, Rhonda Eva Harris se présente au Medgar Evers College qui l'accepte. En 1983, elle en sort titulaire d'une licence de gestion des affaires (le Bachelor of Science in Business Administration) avec la mention cum laude, ce qui lui permet d'obtenir un emploi lui procurant des revenus auxquels elle n'avait jamais osé croire,.

#### La prêtresse
Cette même année de 1983, Rhonda Eva Harris, obtient le titre de «Iyanla» (grande mère), après s'être devenue prêtresse dans la tradition Yoruba et prend le nom de Iyanla Vanzant. La religion Yoruba combine d'anciens rites africains avec des éléments de la culture afro-américaine. Pour elle c'est une manière de rappeler que la spiritualité africaine existe depuis plus de 4000 ans,.

#### Poursuite des études universitaires
En 1986, Rhonda Eva Harris alias Iyanla Vanzant, entreprend des études de droit auprès du Queens College de New York, elle sort en 1988 avec le Juris Doctor,,.

### Carrière

#### L'avocate
Après être inscrite auprès du barreau de Pennsylvanie, elle travaille comme avocate commis d'office auprès des tribunaux de Philadelphie jusqu'en 1992,.

#### L'éveil à la spiritualité
Pendant cette période Iyanla Vanzant lit Practicing the Presence de Joel S. Goldsmith, ce livre l'ouvre à l'expérience de la présence divine, elle déclare « Dieu me parle de quatre sujets : parler de son histoire, enseigner sa loi, écrire des livres et faire rire ! ».

#### LeInner Visions Spiritual LifeandMaintenance Center
En 1988, Iyanla Vanzant fonde le Inner Visions Spiritual Life and Maintenance Center à  Silver Spring dans l'État du Maryland. Il s'agit d'un établissement de pratiques spirituelles de type holistiques, l'idée centrale est : la pleine émancipation, dépend de la connaissance de soi-même,,.
Ce principe de la connaissance de soi est, pour Iyanla Vanzant, le cœur de sa pensée pour vivre pleinement et construire une image de soi satisfaisante. Elle écrit « le racisme et le sexisme en soi ne sont pas ce qui restreint, diminue la confiance en soi des Afro-Américaines... mais leurs perceptions. »,.

#### Premier livre

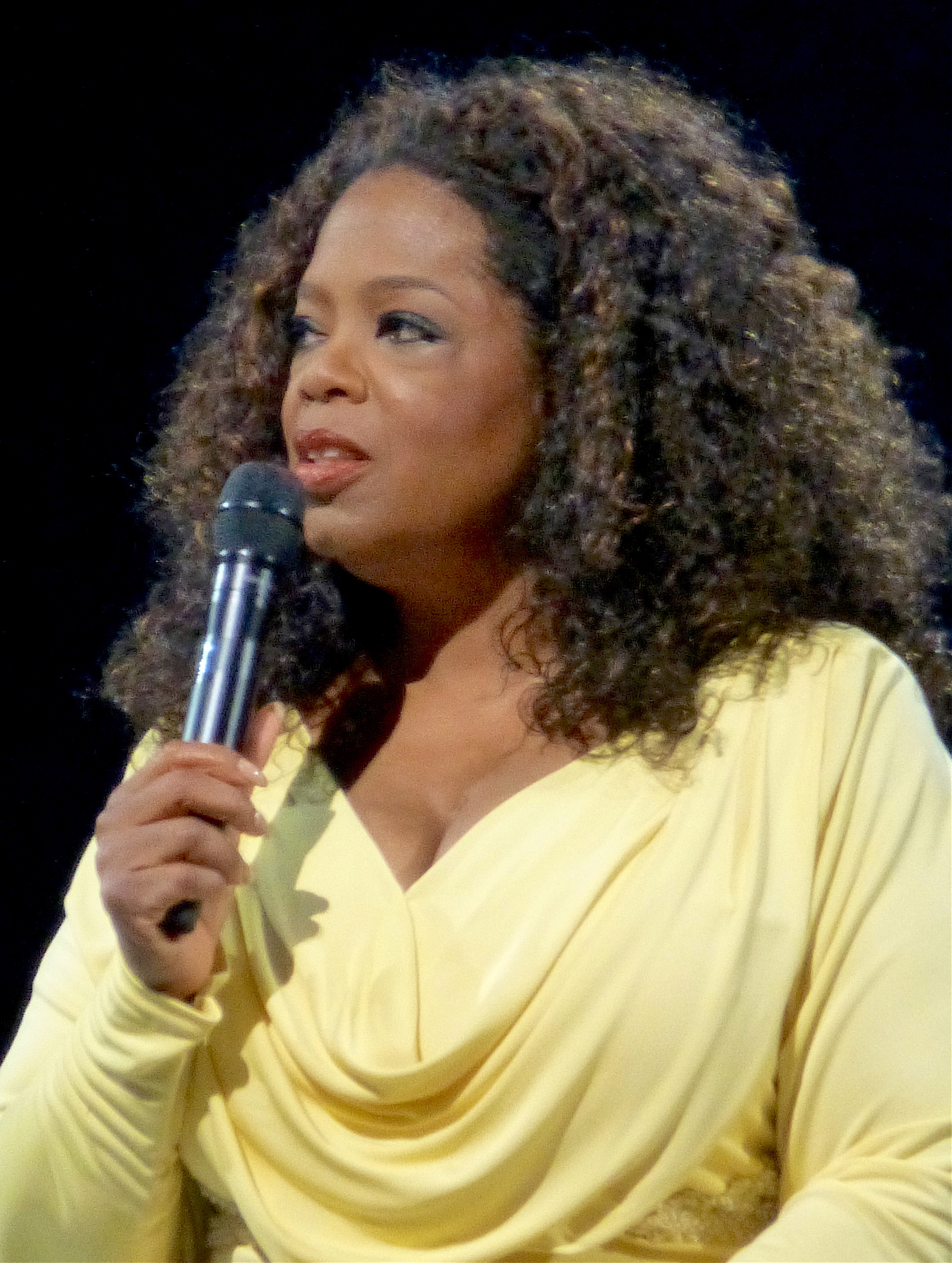
Oprah Winfrey en 2014.

En 1992, Iyanla Vanzant écrit un premier ouvrage Tapping the Power Within, quand elle le propose à divers éditeurs, la plupart refuse son manuscrit, ils pensent que cela ne correspond à aucun segment de marché parmi leurs clients afro-américains. C'est une petite maison d'édition Writers & Readers qui accepte de  le publier, c'est un succès, il est réédité la même année par la Harlem River Press, succès également dû à Oprah  Winfrey qui invite Iyanla Vanzant à plusieurs reprises sur son plateau pour y faire la promotion de son livre.

#### Iyanla Vanzant et Oprah Winfrey

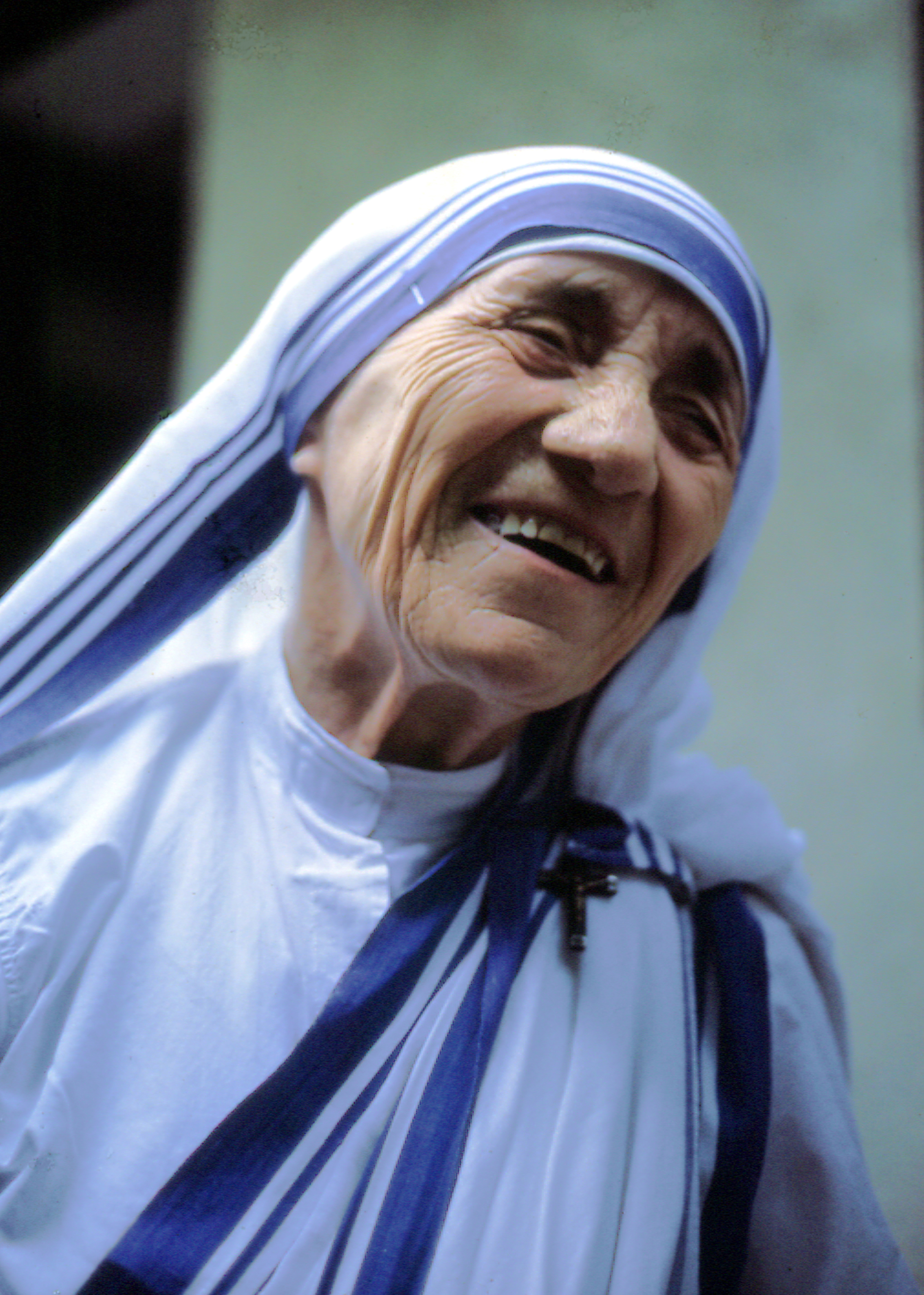
Photographie de Mère Teresa prise à Calcutta en 1985.

L'une comme l'autre ont une histoire de vie commune, elles ont été violées, maltraitées pendant leur enfance, malgré cela, elles ont su surmonter ces épreuves par un charisme personnel, et aident les femmes à surmonter elles aussi les traumatismes liées aux agressions sexuelles,.
D'un côté, Oprah Winfrey est une croyante, une femme d'affaires, une animatrice de télévision, de l'autre côté Iyanla Vanzant est une prêtresse, spécialiste de l'émancipation des femmes, une conseillère d'art de vivre qui marie les traditions africaines, la Nouvelle Pensée et des religions antiques afin de tracer un chemin d'espérance accessible à tout un chacun.

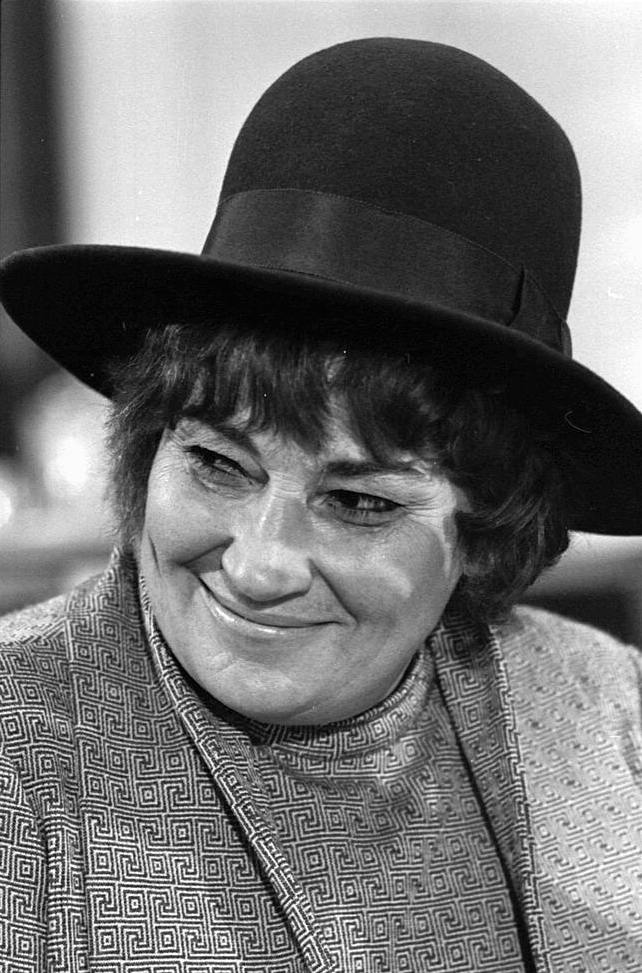
Photographie de Bella Abzug.

Quand il est demandé à Iyanla Vanzant quelle sont, pour elle, les femmes qui s'expriment de façon sincère, véridique elle répond « Oprah bien évidement, elle est authentique, c'est sa plus grande qualité, un don ! Qu'elle soit mince ou grosse elle n'hésite pas à en parler, j'aime sa franchise, son ouverture d'esprit. ».
En plus d'Oprah Winfrey, Iyanla Vanzant cite Mère Teresa dont la sérénité d'esprit est un modèle, ainsi que Bella Abzug pour son grand cœur.

#### Premiers best-sellers
En 1993, Iyanla Vanzant publie Acts of Faith, le premier de ses best-sellers, livre à caractère autobiographique qui décrit son cheminement de la pauvreté et du désespoir vers la joie, ses propres confrontations au sexisme, au racisme qu'elle dépasse par la confiance en soi ; le livre se vend à plus de 400 000 exemplaires, sur un créneau de marketing inexistant auparavant,,.
Au sujet de Acts of Faith, Iyanla Vanzant déclare : « Il est difficile d’accepter que la vie est plus qu’un simple saut d’une expérience de sommet en sommet... On oublie qu’il y a une vallée entre chaque montagne... Finalement, nous [devons] faire le travail nécessaire pour sortir de ces expériences sombres appelées vallées ».
Elle poursuit sa réussite en 1995, par la publication de Acts of Faith, dans lequel  Iyanla Vanzant étudie comment le comportement d'une personne peut causer sa perte et comment en laissant Dieu intervenir votre vie peut s'améliorer du tout au tout,.

#### Surmonter les erreurs que font souvent les femmes
En 1996, Iyanla Vanzant publie Faith in the Valley, livre dans lequel elle expose les illusions que nous ont mises dans la tête nos grands-mères ; elle affirme le fait que les femmes ont le choix, celui de la croissance, du renforcement de la confiance en soi par la foi en Dieu, ou bien de la résignation bien-pensante. Autre illusion, la vie n'est ni une vallée de tranquillité, ni une montagne de souffrances, selon elle, la vie est faite de succession de joie et de peines, toutes sont des expériences qui assumées, sous le regard de la lumière divine, nous enrichissent. Certes, Iyanla Vanzant est une féministe mais pas dans le sens habituel du terme,.
Faith in the Valley et Acts of Faith inspirent des milliers d'Afro-Américaines à prendre conscience de leurs comportements ont pu être causes de situations difficiles et de les modifier. Leurs itinéraires d'émancipation servant à leur tour de modèle pour d'autres femmes.

#### Les hommes?
Considérée comme étant une autorité de guidance spirituelle et d’émancipation des Afro-Américaines, Iyanla Vanzant use de sa notoriété pour donner son point de vue sur l’histoire et les âmes des Afro-Américains en publiant en 1996 : The Spirit of a Man, A Vision of Transformation for Black Men and the Women Who Love Them, livre dans lequel elle s'appuie à la fois sur les traditions issues de l'Afrique et sur des conseils pratiques d’auto-guérison et la foi contemporaine. Ce mélange, de fait, stimule la connaissance de soi et le courage des hommes noirs dans les luttes, les crises et les victoires qu’ils ont connues face aux puissantes forces sociales, politiques et économiques à l’œuvre contre eux.

#### Pourquoi écrire?

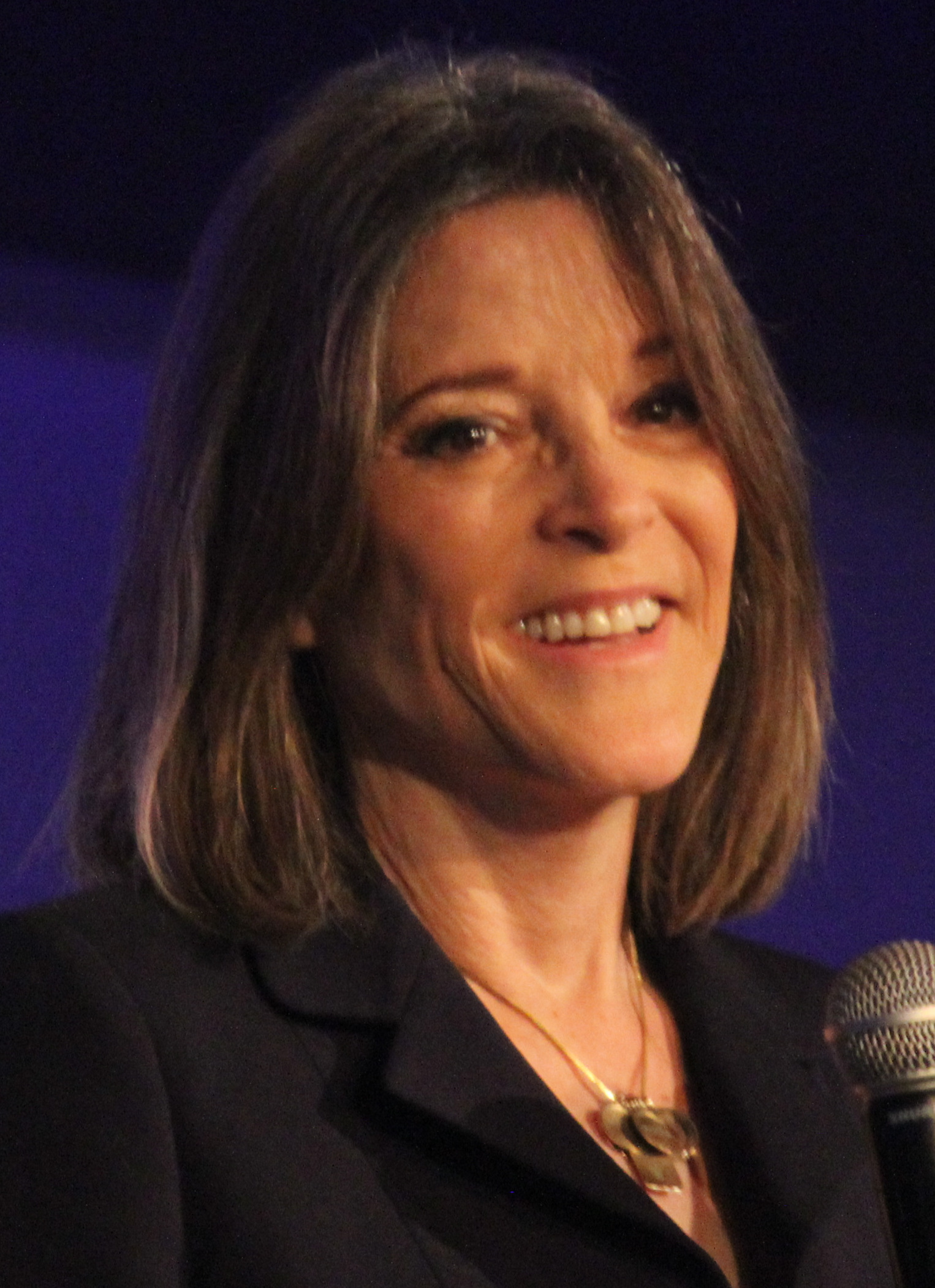
Photographie de Marianne Williamson prise en 2019.

Iyanla Vanzant constate que dans les études sur les divers mouvements spirituels, sont omis l’expérience des Afro-Américaines, aussi écrit-elle pour mettre le sujet sur la table. Un exemple d'omission ce sont les écrits de Marianne Williamson, omission de bonne foi, Iyanla Vanzant ne cache point son admiration pour elle.
Selon Iyanla Vanzant, le succès de ses livres est dû au fait que c'est ce que les femmes de couleur attendent, veulent lire et entendre.

#### Identité
Lors d'une interview téléphonique, Iyanla Vanzant se présente de la manière suivante : « Avant, j'étais juste une autre femme noire, mais aujourd'hui je suis une enfant de Dieu ! Cela signifie que je suis unique, mais je ne suis pas pour autant spéciale. Je suis une personne ordinaire qui se consacre à faire des choses très spéciales ».
Julia Boyd (en) écrit sur la quatrième de couverture de Faith in the Valley : « Ce qu'elle écrit vient directement du cœur et va directement à l’âme... Merci, sœur Iyanla, pour tes dons de sagesse, de courage et de foi (saupoudré de beaucoup de bénédictions et d’amour). Iyanla aime vraiment et se soucie de nous, ses sœurs et elle le montre ».

#### Institut Omega
C'est dans les années 1980, par un séjour à l'Institut Omega fondé par Elizabeth Lesser (en) et Stephan Rechtschaffen, situé à Rhinebeck dans l'État de New York que Rhonda Eva Harris commence son l'accès à la vie spirituelle. elle bénéficie de l'enseignement de Ram Dass. Elle y participe à des ateliers animés par Jean Houston (en) et des offices célébrés par Della Reese. Comme d'autres participants, Rhonda Eva Harris y cherche l'ouverture à la transcendance pour remercier Dieu.

#### Nouvelle Pensée
Ministre ordonnée par la Nouvelle Pensée, en 2000, Iyanla Vanzant  est sélectionnée pour faire partie des  « 100 Afro-Américains les plus influents » par le magazine Ebony, ayant déclaré que « ses livres, ses conférences et ses apparitions à la télévision ont fait d'elle une grande prêtresse multimédia des relations saines ».

#### La célébrité
Les succès de vente des différents livres, sont complétés par le succès de vente des conférences audio diffusées sur cassettes puis sur disque compact et DVD,.

#### Life You Want Weekend
En 2014, elle devient co-intervenante de la tournée « Life You Want Weekend » d'Oprah Winfrey,,.

### Vie privée
Iyanla Vanzant donne naissance en 1969 à sa fille Gemmia puis à deux autres enfants Daman en 1974 et Nisa en 1979.
En 1980, ne pouvant plus supporter les violences de son mari, Charles Vanzant, elle part du domicile familial avec ses trois enfants.
En 1996, elle épouse en secondes noces Adeyemi Bandele
Le jour de Noël 2003, la fille de Iyanla Vanzant, Gemmia, âgée de 30 ans, meurt des suites du cancer du côlon,.
Iyanla Vanzant habite actuellement dans la ville de Upper Marlboro, dans le Maryland,.
Le 30 juillet 2023, Iyanla Vanzant annonce la mort de sa plus jeune fille Nisa.
Iyanla Vanzant  et son mari, Yemi, se séparent en 2007.

## Honneurs et distinctions
Iyanla Vanzant est membre honoraire de la sororité Alpha Kappa Alpha
En 1992, Tom Bradley, alors élu maire de la ville de Los Angeles dit à son sujet « Iyanla Vanzant est une source d'inspiration pour toutes les femmes, notamment les jeunes Afro-Américaines, pour qu'elles puissent grandir, s'épanouir dans leurs villes malgré les difficultés rencontrées. ».
Le Emerge (magazine) (en) l'a saluée comme faisant partie « des quatre conférenciers afro-américains les plus dynamiques du pays ».
En 1994, la National Association for Equality of Educational Opportunity nomme Iyanla Vanzant Alumni of the Year (« Ancien étudiant de l'année »).
En septembre 1997, Iyanla Vanzant est nommée prédicatrice des Évangiles en même temps que Barbara Lewis King (en), lors d'une cérémonie qui s'est tenue au Hillside International Chapel and Truth Center d'Atlanta.
Par trois fois, Iyanla Vanzant est la lauréate du prestigieux Blackboard Book of the Year décerné par le Blackboard: African American Bestsellers (en), une première fois en 1993 pour Acts of Faith, une seconde fois en 1995, pour The Value in the Valley et enfin en 1996 pour Faith in the Valley .
Le Watkins Magazine du mois de septembre 2012, comme chaque année, établit la liste des "100 personnes vivantes les plus influentes spirituellement " Iyanla Vanzant y occupe la 7e place, aux côtés du dalaï-lama Tenzin Gyatso, de Paulo Coelho, de Nelson Mandela, etc.,.
En 2016, Iyanla Vanzant a été nommée dans la liste SuperSoul100 d'Oprah Winfrey des visionnaires et des leaders influents.
En mars 2019, lors de la 50e cérémonie des NAACP Image Awards l'émission télévisée Iyanla: Fix My Life de Iyanla Vanzant remporte un NAACP Image Awards dans la catégorie Meilleur programme de télé-réalité.

## Œuvres

### Années 1990-1999
- Tapping the Power Within : A Path to Self-Empowerment for Black Women, New York, Harlem River Press (réimpr. 2009, 2018) (1re éd. 1992), 148 p. (ISBN 9780863161407, OCLC 26746569, LCCN 92072216, lire en ligne),
- Acts of Faith : Daily Meditations for People of Color, New York, Simon & Schuster (réimpr. 1996, 2012) (1re éd. 1993), 404 p. (ISBN 9780684832364, OCLC 1368185924, LCCN 93005609, lire en ligne),
- Interiors : A Black Woman's Healing...in Progress, New York, Writers and Readers, 1995, 452 p. (ISBN 9780863163210, OCLC 33804919, lire en ligne),
- Value in the Valley : A Black Woman's Guide Through Life's Dilemmas, New York, Simon & Schuster, 1995, 318 p. (ISBN 9780684802879, OCLC 851726262),
- The Spirit of a Man : A Vision of Transformation for Black Men and the Women Who Love Them, San Francisco, Californie, Harper, 1996, 312 p. (ISBN 9780062512369, OCLC 761162271, LCCN 96012258, lire en ligne),
- Faith in the Valley : Lessons for Women on the Journey to Peace, New York, Simon and Schuster (réimpr. 1998, 2001, 2020) (1re éd. 1996), 324 p. (ISBN 9780684801131, OCLC 1262569253, lire en ligne),
- The Big Book of Faith, New York, Simon & Schuster, 1997, 730 p. (ISBN 9780684849997, OCLC 37721445, lire en ligne),
- One Day My Soul Just Opened Up : 40 Days and 40 Nights Toward Spiritual Strength and Personal Growth, New York, Simon & Shuster, 1998, 328 p. (ISBN 9780684841342, OCLC 1467245984, LCCN 97031113, lire en ligne),
- In the Meantime : Finding Yourself and the Love You Want, New York, Simon & Schuster (réimpr. 1999) (1re éd. 1998), 344 p. (ISBN 9780684848068, OCLC 987920432, lire en ligne),
- Yesterday, I Cried : Celebrating the Lessons of Living and Loving, New York, Simon & Schuster (réimpr. 1999, 2000, 2001) (1re éd. 1998), 324 p. (ISBN 9780671029685, OCLC 1023348879, lire en ligne),
- Don't Give It Away! : A Workbook of Self-Awareness and Self-Affirmations for Young Women, New York, Simon & Schuster, 1999, 132 p. (ISBN 9780684869834, OCLC 41577086, lire en ligne),
- In Good Company, Pilgrim Press, 1999, 344 p. (ISBN 9780829813081, OCLC 1472726784),

### Années 2000-2019
- Iyanla Live! : Our relationship with the world, New York, Simon & Schuster Audio, 2000 (ISBN 9780743500135, OCLC 1003354970),
- Until Today! : Daily Devotions for Spiritual Growth and Peace of Mind, New York & Londres, Fireside & Simon & Schuster, 2000, 436 p. (ISBN 9780684841373, OCLC 42406272, lire en ligne),
- Every Day I Pray : Prayers for Awakening to the Grace of Inner Communion, New York, Simon & Schuster, 2001, 168 p. (ISBN 9780684860008, OCLC 1149019997, lire en ligne),
- Up From Here : Reclaiming the Male Spirit: A Guide to Transforming Emotions into Power and Freedom, San Francisco, Californie, Harper SanFrancisco (réimpr. 2003) (1re éd. 2002), 248 p. (ISBN 9780062517593, OCLC 1151667468, lire en ligne),
- Tips for Daily Living Cards, Carlsbad, Californie, Hay House, coll. « Large Card Decks », 2003 (ISBN 9781561709397, OCLC 1468212658),
- Trust, Truth, Faith, Fireside Books, 2010, n.c. (ISBN 9780684872698, OCLC 1466396473),
- Peace from Broken Pieces : How to Get Through What You're Going Through, Carlsbad, Californie, SmileyBooks distribué par Hay House (réimpr. 2012) (1re éd. 2010), 344 p. (ISBN 9781401928223, OCLC 1259660588, lire en ligne),
- Forgiveness : 21 days to forgive everyone for everything, Carlsbad, Californie, Smiley Books (réimpr. 2017) (1re éd. 2013), 348 p. (ISBN 9781401952044, OCLC 1422172114, lire en ligne),
- Trust : Mastering the Four Essential Trusts: Trust in Self, Trust in God, Trust in Others, Trust in Life, Carlsbad, Californie, SmileyBooks, 2015, 320 p. (ISBN 9781401943981, OCLC 852222707, lire en ligne),
- Get Over It! : Thought Therapy for Healing the Hard Stuff, Carlsbad, Californie, Hay House, 2019, 360 p. (ISBN 9781401954642),

### Années 2020-2029
- Forgive Everyone for Everything : 21 Days to Clear Your Mind, Heal Your Heart, and Manifest a Meaningful Life, Carlsbad, Californie, Hay House, 2025, 257 p. (ISBN 9781401997502, OCLC 1467185951),

### Éditions francophones
- Survivre à la déprime [« Living through the Meantime »] [« Survivre à la déprime »], Varennes, Québec, Canada, ADA, 2003, 212 p. (ISBN 9782895651178, lire en ligne)
- Trouver la paix quand la vie vole en éclats [« Peace from Broken Pieces »] [« Trouver la paix quand la vie vole en éclats »], Varennes, Québec, Canada, ADA, 2012, 354 p. (ISBN 9782896675715),

## Pour approfondir